# Jezioro Kornatowskie
Jezioro Kornatowskie – jezioro w woj. kujawsko-pomorskim, w powiecie chełmińskim, w gminie Lisewo w pobliżu miejscowości Kornatowo, leżące na terenie Pojezierza Chełmińskiego. Jezioro jest jednym z popularnych miejsc spędzania czasu na obszarze powiatu chełmińskiego.

## Dane morfometryczne
Powierzchnia zwierciadła wody według różnych źródeł wynosi od 48,6 ha do 60,0 ha.
Zwierciadło wody położone jest na wysokości 91,7 m n.p.m. lub 92,0 m n.p.m. Średnia głębokość jeziora wynosi 1,3 m, natomiast głębokość maksymalna 3,2 m.
W oparciu o badania przeprowadzone w 1998 roku wody jeziora zaliczono do wód pozaklasowych i poza kategorią podatności na degradację.
W roku 1998 wody jeziora również zaliczono do wód pozaklasowych.
Powierzchnia zlewni całkowitej wynosi 24,2 km².
Zlewnia: Struga Żaki-Kanał Główny-Wisła.